# Сан-Марчелло
Сан-Марчелло (італ. San Marcello) — муніципалітет в Італії, у регіоні Марке,  провінція Анкона.
Сан-Марчелло розташований на відстані близько 200 км на північ від Рима, 26 км на захід від Анкони.
Населення — 2081 особа (2014).
Щорічний фестиваль відбувається 16 січня. Покровитель — San Marcello I papa.

## Демографія
Населення за роками:

Станом на 1 січня 2023 року в муніципалітеті офіційно проживало 78 іноземців з 19 країн, серед них 32 громадяни країн Євросоюзу та 2 громадяни України.

## Сусідні муніципалітети
- Бельведере-Остренсе
- Єзі
- Майолаті-Спонтіні
- Монсано
- Монте-Сан-Віто
- Морро-д'Альба